# Federico Valverde
Federico Santiago „Fede” Valverde Dipetta (ur. 22 lipca 1998 w Montevideo) – urugwajski piłkarz z obywatelstwem hiszpańskim, występujący na pozycji pomocnika w hiszpańskim klubie Real Madryt oraz w reprezentacji Urugwaju.

## Kariera klubowa
Valverde pochodzi z dzielnicy Unión stołecznego miasta Montevideo. Jest najmłodszym z czterech braci, wychowywał się w ubogiej rodzinie; jego ojciec Julio pracował jako ochroniarz w kasynie, zaś matka Doris handlowała ubraniami na targu. Treningi piłkarskie rozpoczął już w wieku dwóch lat w lokalnej drużynie baby fútbol o nazwie Estudiantes de Unión. Od najmłodszych lat przylgnął do niego przydomek „Pajarito” („Ptaszek”), nadany mu przez trenera z Estudiantes. Po kilku latach przeniósł się do zespołu Exploradores de Artigas, a następnie do Siete Estrellas. Tam jego wielki talent został zauważony przez Néstora Gonçalvesa Jr. – skauta akademii juniorskiej krajowego giganta CA Peñarol, do której zawodnik dołączył w wieku dwunastu lat (w międzyczasie spędził jeszcze kilka miesięcy w osiedlowej ekipie Carabelas). W Peñarolu od najmłodszych lat był czołowym piłkarzem w swojej kategorii wiekowej w kraju; regularnie zdobywał po kilkadziesiąt goli w sezonie w rozgrywkach juniorskich, niezmiennie był również podporą młodzieżowych reprezentacji Urugwaju.
Ogromny potencjał Valverde i udane występy w kadrach młodzieżowych zaowocowały zainteresowaniem i ofertami z europejskich klubów, takich jak Arsenal, Chelsea, FC Barcelona czy Real Madryt. W styczniu 2015 spędził tydzień w Londynie, trenując pod okiem Arsène’a Wengera z pierwszą drużyną Arsenalu. W kwietniu zaczął okazyjnie być włączany do treningów pierwszego zespołu Peñarolu przez szkoleniowca Pablo Bengoecheę. W maju 2015 podpisał profesjonalny, trzyletni kontrakt z Peñarolem, a kilka dni później został graczem Realu Madryt. Hiszpański klub zapłacił za jego transfer pięć milionów euro, lecz ze względów proceduralnych przenosiny do Realu doszły do skutku dopiero rok później (gdy piłkarz osiągnął pełnoletniość). Bezpośrednio po tym został przeniesiony do seniorskiej drużyny Peñarolu – trener Bengoechea powiedział wówczas o nim:

Nigdy nie widziałem szesnastolatka z takimi umiejętnościami. Uważam go za nadzwyczajnego zawodnika.

W urugwajskiej Primera División zadebiutował 16 sierpnia 2015 w wygranym 3:0 spotkaniu z Cerro. Miesiąc później znalazł się na sporządzonej przez The Guardian liście pięćdziesięciu największych talentów światowego futbolu, zaś w styczniu 2016 został wybrany w plebiscycie dziennikarzy najlepszym młodym zawodnikiem w Urugwaju. W sezonie 2015/2016 wywalczył z Peñarolem mistrzostwo Urugwaju (wystąpił w dwunastu meczach, w ośmiu w pierwszym składzie), u boku graczy takich jak Diego Forlán, Nahitan Nández czy Marcelo Zalayeta. Mimo zaledwie siedemnastu lat notował udane występy; José Perdomo – jego były trener z akademii Peñarolu – porównał jego kreatywność i wizję gry do umiejętności legendarnego Carlosa Aguilery, zaś kolega z drużyny Luis Aguiar dostrzegł podobieństwa stylu gry Valverde z prezentowanym przez Andreę Pirlo i uznał go za najlepszego w Urugwaju specjalistę od długich podań od czasu zakończenia kariery przez Álvaro Recobę.
W czerwcu 2016 Valverde dołączył do rezerw Realu Madryt – trzecioligowej drużyny Real Madryt Castilla. W ekipie prowadzonej przez Santiago Solariego spędził rok w roli podstawowego zawodnika, równolegle występując także w zespole Realu do lat dziewiętnastu, gdzie jako kluczowy gracz w taktyce trenera Gutiego dotarł do półfinału Ligi Młodzieżowej UEFA. W czerwcu 2017 został wypożyczony do Deportivo La Coruña, w którego barwach 10 września 2017 w przegranej 2:4 konfrontacji z Realem Sociedad zadebiutował w Primera División.
W pierwszej ekipie Realu Madryt zadebiutował 23 października 2018 roku w meczu Lidze Mistrzów przeciwko Viktorii Pilzno.

## Kariera reprezentacyjna
Występy w barwach narodowych Valverde rozpoczął już jako czternastolatek. W listopadzie 2013 został powołany przez Alejandro Garaya do reprezentacji Urugwaju U-15 na Mistrzostwa Ameryki Południowej U-15. Na boliwijskich boiskach rozegrał dwa z czterech możliwych spotkań (obydwa w wyjściowym składzie) i strzelił gola w pojedynku z Wenezuelą (4:2). Urugwajczycy zakończyli natomiast swój udział w turnieju już na fazie grupowej.
W marcu 2015 Valverde znalazł się w ogłoszonym przez Santiago Ostolazę składzie reprezentacji Urugwaju U-17 na Mistrzostwa Ameryki Południowej U-17. Tam miał niepodważalne miejsce w wyjściowym składzie i wystąpił w ośmiu z dziewięciu możliwych spotkań (we wszystkich w pierwszym składzie) i strzelił siedem goli – z Boliwią (4:1), dwa z Argentyną (2:1), z Chile (4:1), dwa z Brazylią (2:3) i z Paragwajem (1:2). Dzięki temu zajął drugie miejsce w klasyfikacji najlepszych strzelców rozgrywek (ustępując o jedno trafienie Leandrinho), lecz jego świetny indywidualny występ nie poszedł w parze z sukcesem Urugwajczyków; uplasowali się oni na piątym miejscu i nie awansowali na Mistrzostwa Świata U-17 w Chile.
W maju 2017 Valverde został powołany przez Fabiána Coito do reprezentacji Urugwaju U-20 na Mistrzostwa Świata U-20 w Korei Płd. Środkowy pomocnik okazał się jedną z największych gwiazd młodzieżowego mundialu; rozegrał wszystkie siedem spotkań od pierwszej minuty, współtworząc środek pola z Rodrigo Bentancurem. Strzelił gola w ćwierćfinale z Portugalią (2:2, 5:4 k), zaś Urugwajczycy odpadli z rozgrywek w półfinale, ulegając w serii rzutów karnych Wenezueli (1:1, 3:4 k) i zajęli ostatecznie czwarte miejsce. On sam imponował podczas turnieju świetną techniką, elegancją w grze, ponadprzeciętną kreatywnością, dalekimi podaniami, będąc organizatorem gry swojej drużyny. Został uhonorowany przez FIFA Srebrną Piłką dla drugiego najlepszego zawodnika młodzieżowych mistrzostw świata (Złotą Piłkę otrzymał wówczas Dominic Solanke).
W seniorskiej reprezentacji Urugwaju Valverde zadebiutował za kadencji selekcjonera Óscara Tabáreza, 5 września 2017 w wygranym 2:1 meczu z Paragwajem w ramach eliminacji do Mistrzostw Świata w Rosji. W tym samym spotkaniu strzelił także swoją pierwszą bramkę w dorosłej kadrze.

## Sukcesy

### Peñarol
- Mistrzostwo Urugwaju: 2015/2016

### Real Madryt
- Mistrzostwo Hiszpanii: 2019/2020, 2021/2022, 2023/2024
- Puchar Króla: 2022/2023
- Superpuchar Hiszpanii: 2019/2020, 2021/2022, 2023/2024
- Liga Mistrzów UEFA: 2021/2022, 2023/24
- Superpuchar UEFA: 2022, 2024
- Klubowe mistrzostwo świata: 2018, 2022

### Indywidualne
- Srebrna Piłka Mistrzostw świata U-20: 2017
- Najlepszy zawodnik finału Superpucharu Hiszpanii: 2019/2020